# Trad (Wernberg-Köblitz)
Die Einöde Trad ist ein Ortsteil der oberpfälzischen Marktgemeinde Wernberg-Köblitz im Landkreis Schwandorf des Regierungsbezirks Oberpfalz im Freistaat Bayern.

## Geographie
Die Einöde Trad Ort Schwarzberg liegt drei Kilometer östlich von Wernberg an der alten Staatsstraße nach Böhmen und etwa 30 km westlich der Landesgrenze zu Tschechien im mittleren Oberpfälzer Wald.

## Etymologie
Für den Namen des Weilers wurde die Flurbezeichnung „Trad“ als Weidefläche, gemeindliche Weidefläche übernommen.

## Geschichte
Das Gebiet der Trad gehörte ursprünglich zum Dorf Kötschdorf.
Zu Fürst Lambergischen Zeiten (1705–1714) wurde Hans Georg Ulschmidt als landgerichtlicher und pflegeamtlicher Wasenmeister aufgenommen und ihm gestattet, außerhalb Wernberg auf der Kötschdorfer Trad eine Wohnung zu bauen. Noch 1863 wurde in der statistischen Beschreibung der Gemeinde Deindorf neben der Bezeichnung Trad der amtliche Name „Abdeckerei“ verwendet. Die Einöde unterstand wie auch Kötschdorf dem Landgericht Leuchtenberg.
Hauptaufgaben dieser Abdeckereien, oder landläufig „Schinder“ genannt, war die Entfernung und Verwertung von Tierkadavern. Bereits seit 1644 hatte das Herzogtum Bayern versucht, auf landesherrlicher Basis feste Sprengel zuzuweisen, was jedoch aufgrund der fehlenden Bereitschaft des Landadels schwierig in der Umsetzung war. Ziel war es damals, durch die Zuteilung fester Sprengel ein gesichertes Auskommen zu ermöglichen. Dem Berufsstand haftete der Makel der „Unehrlichkeit“ an. Dabei war diese „Unehrlichkeit“ keine moralische, sondern eine gesellschaftliche Kategorie, d. h. dass die betroffenen Personen nicht persönlich unredlich (z. B. verstohlen oder verlogen) galten, sondern der Berufszweig. Allgemein wurde aufgrund der Ausdünstungen bei der Tierverarbeitung in der Regel darauf geachtet, dass die Anlagen doch lieber vom Dorf oder Ort entfernt errichtet wurden.
Interessant ist in diesem Zusammenhang die angeführte Begründung: „…… weil so viele „unehrliche Hüter“ mit Wegräumung des Viehfalles sich beschäftigten, die zugleich Fallknechte abgeben, und sich mit den ehrlichsten Unterthanenkindern fleischlich vermischt und verheyratet haben, wodurch man solchen nicht gesteuert hätte, die ohnehin sehr „engfängige“ Landgrafschaft Leuchtenberg mehrstenteils mit unehrlichen Kindern überhäuft worden wäre…..“
Abdecker oder Wasenmeister war also jahrhundertelang die Berufsbezeichnung für Personen, die in einem bestimmten Bezirk die Beseitigung von Tierkadavern und die Tierkörperverwertung übernahmen. Sie stellten daraus Produkte wie Fette, Leim, Knochenmehl, Salmiak, Seife, Bleichmittel und Viehfutter her. Die Arbeitsplätze und deren Wohnstellen waren meist außerhalb geschlossener Ortschaften, insbesondere aus Geruchs- und hygienischen Gründen.
Als mit der Gemeindenbildung Anfang des 19. Jahrhunderts die Gemeinde Deindorf zum Bezirksamt Vohenstrauß wurde, wurde Trad die Abdeckerei für das Bezirksamt Vohenstrauß. Aus der Marktratsitzung des Ortes Wernberg vom 11. März 1895 wird deutlich, dass im Bezirksamt Nabburg die verpflichtende Wasenmeisterei in Freyung bei Schmidgaden organisatorisch zugeteilt war. Der Transport in den benachbarten Bezirk in die naheliegende Wasenmeisterei Trad war trotz der weiten Strecke nach Schmidgaden-Freyung nicht erlaubt. Die Behörden genehmigten schließlich den Antrag und bis in die erste Hälfte des 20. Jahrhunderts war die Wasenmeisterei auf Trad in Betrieb.
Kirchlich gehörte Trad zur Expositur Glaubendorf, und erst auf Antrag wurde 1935 die Bestattung auf dem Wernberger Friedhof genehmigt.
1860 wohnten im Weiler Trad 5 und 1972 6 Personen.